# Dennis Hwang
Dennis Hwang (* um 1978 als Hwang Jeong-mok in Knoxville, Tennessee, USA) ist ein US-amerikanisch-südkoreanischer Grafikdesigner. Er gilt als ursprünglicher Gestalter der sogenannten Google Doodles.
Seit 2011 ist er Art Director bei den Niantic Labs bzw. dem daraus entstandenen eigenständigen Unternehmen, der Niantic, Inc.

## Leben und Wirken

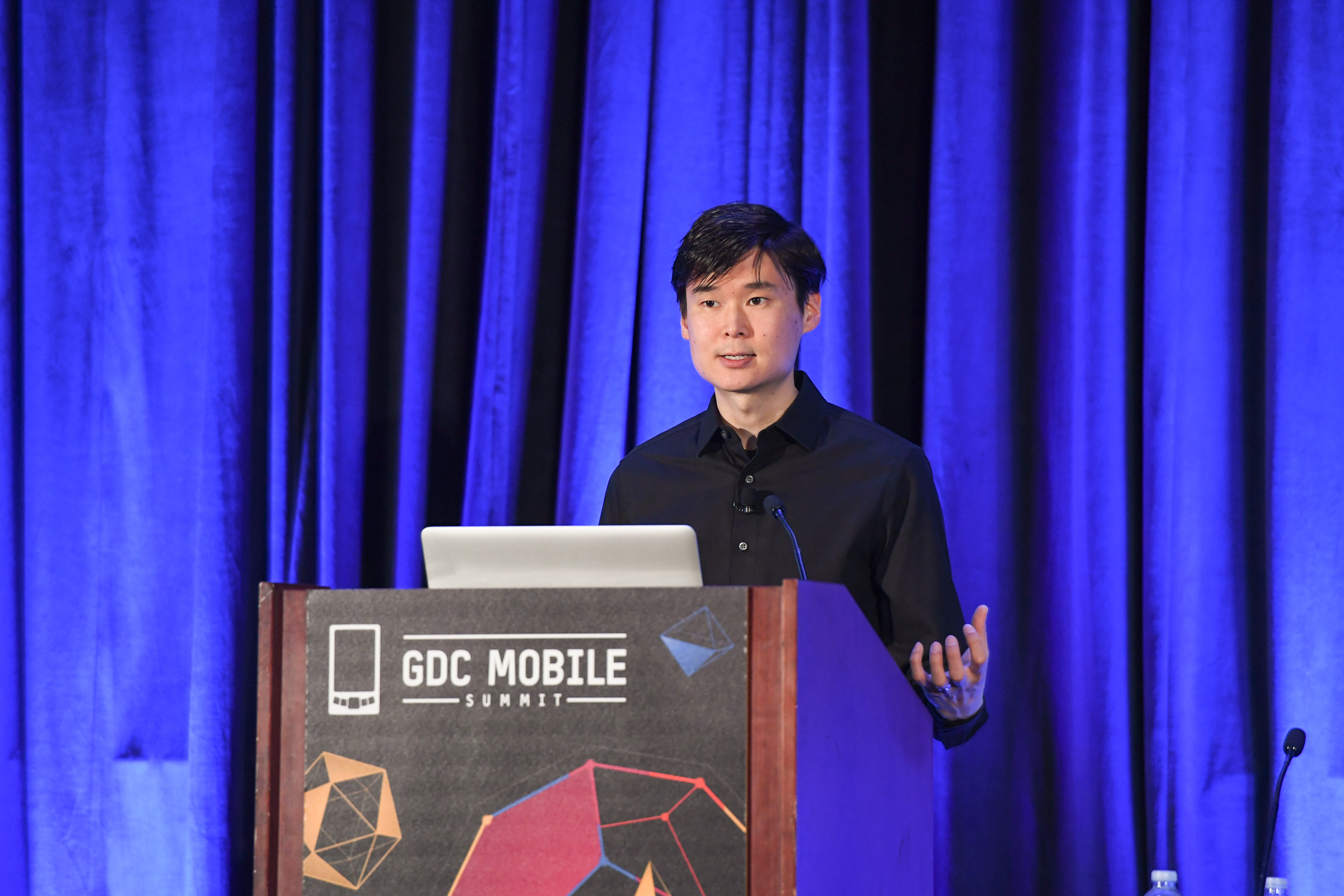
Dennis Hwang auf der Game Developers Conference (2017)

Hwang wurde um das Jahr 1978 in Knoxville im US-Bundesstaat Tennessee geboren und zog, als er etwa fünf Jahre alt war, mit seiner Familie nach Südkorea, wo er in Gwacheon aufwuchs und, wie er selbst beschreibt, „eine sehr normale Kindheit“ hatte. Sein Vater ist Professor für Environmental Geography an der Städtischen Universität Seoul. Hwang besuchte öffentliche Schulen, verbrachte sechs Jahre an der Gwacheon Grundschule und zwei Jahre an der Munwon Mittelschule, bevor er nach Knoxville zurückkehrte und die Bearden High School abschloss. Nachdem sein Vater ein Fulbright-Stipendium erhalten hatte, kehrte er mit ihm 1992 in die Vereinigten Staaten zurück. Als sein Vater später wieder nach Südkorea zurückkehrte, blieben Dennis Hwang und sein Bruder weiterhin in den USA. Nach seinem High-School-Abschluss besuchte er die Stanford University, die er 2001 mit einem akademischen Grad in Kunst (Major-Studium) und Computer Science (Minor-Studium) abschloss. An der Universität gestaltete er bereits die Shirts der Studentenwohnheime Burbank und Cardenal.
Auf Anraten eines ehemaligen resident adviser in Cardenal, eines frühen Google-Angestellten, begann Hwang im Sommer nach seinem Juniorjahr ein Praktikum als stellvertretender Webmaster bei Google. In seinem Seniorjahr arbeitete er 40 Stunden in der Woche bei Google und studierte nebenbei noch an der Universität. Zu dieser Zeit hatte das kurz vorher von den beiden Stanford-Absolventen Sergey Brin und Larry Page gegründete Unternehmen Google weniger als 100 Mitarbeiter. Rund um den Zeitpunkt der Gründung des Unternehmens entstand auf der bereits im September 1997 erschienenen Internet-Suchmaschine Google das erste Google Doodle. Als Brin und Page beabsichtigten, das noch junge Unternehmen bzw. die Suchmaschine für ein paar Tage unbeaufsichtigt zu lassen, um das von 31. August 1998 bis 7. September 1998 stattfindende Burning Man Festival in der Wüste von Nevada zu besuchen, erstellte Brin vorab ein Strichmännchen, das symbolisch für das Ereignis stand. Er setzte es auf das Google-Logo, um darauf hinzuweisen, wo sie sich während ihrer Abwesenheit befänden. Das machten sie, damit die Google-Benutzer über den Grund ihrer Abwesenheit informiert wären, falls die Seite abstürzen sollte und jemand wissen wollte, warum niemand ans Telefon ging. Nachdem die Resonanz der Google-Benutzer darauf durchweg positiv war, stellten sie einen externen Grafiker ein, um andere einfache Cartoons für besondere Ereignisse zu entwickeln.
Hwangs ursprünglicher Job umfasste einfache Programmieraufgaben, jedoch wurde er schon bald beauftragt, die Doodles zu veröffentlichen und sie vorab zu bereinigen, damit sie besser aussähen bzw. dargestellt werden könnten. Nachdem seine Modifikation eines Doodles zum Unabhängigkeitstag der Vereinigten Staaten die Aufmerksamkeit der Gründer erregt hatte, sprach sich Hwangs künstlerische Erfahrung und sein Talent schnell herum, sodass er schon bald von Brin und Page zum offiziellen (Master-)Doodler – so die offizielle Bezeichnung der Designer der Doodles – ernannt wurde und bis 2005 etwa 50 Doodles pro Jahr anfertigte. Sein erstes eigenes Doodle veröffentlichte Hwang nur wenige Tage, nachdem seine Modifikation zum 4.-Juli-Doodle veröffentlicht worden war, anlässlich des französischen Nationalfeiertags am 14. Juli 2000. Brin und Page hatten erst kurz davor erfahren, dass Hwang einen Abschluss in Kunst hatte. Seine Zeichnungen erstellte er meist mit einem Stylus auf einem Grafiktablett von Wacom, das er mit einem Tabletcomputer verknüpfte, damit er direkt am Bildschirm arbeiten konnte. In einem Artikel aus dem Jahr 2007 auf Bloomberg.com hieß es, dass Hwangs Zeichnungen täglich von rund 185 Millionen Menschen gesehen werden; diese Zahl stieg in den nachfolgenden Jahren in den Milliarden-Bereich. Für Google arbeitete er in weiterer Folge als internationaler Webmaster, wodurch er für alle internationalen Inhalte von Google verantwortlich war. Des Weiteren soll er in der Nacht vor dessen Veröffentlichung auch das Logo des werbefinanzierten E-Mail-Dienstes Gmail entworfen haben. CNN bezeichnete ihn unter anderem 2006 als den „vielleicht berühmtesten unbekannten Künstler der Welt“.
Laut seinem Profil auf LinkedIn war Hwang von Juni 2000 bis Februar 2004 als Assistant Webmaster und von Februar 2004 bis Oktober 2005 als International Webmaster tätig. Von Oktober 2005 bis Mai 2011 lautete seine Berufsbezeichnung Webmaster. Danach wechselte er als Art Director zu den Niantic Labs, einem internen Start-Up von Google. Beim Entwicklerstudio für Computerspiele, das von John Hanke als CEO geleitet wird, war er für die Entwicklung von Spielen wie Ingress, Pokémon Go oder Harry Potter: Wizards Unite mitverantwortlich. Durch die Umstrukturierung von Google entstand im Oktober 2015 die Holding Alphabet Inc. als Dachgesellschaft der Google LLC und verschiedener vormaliger Tochtergesellschaften von Google – darunter auch die Niantic Labs, die fortan als eigenständiges Unternehmen mit dem Namen Niantic, Inc. firmierte. Hwang blieb dabei weiterhin als Art Director erhalten. Seit Juni 2018 ist der Direktor für Visual and Interaction Design auch Vizepräsident von Visual and Interaction Design at Niantic, Inc.

## Auszeichnungen (Auswahl)
Im Jahr 2003 wurde ihm in seiner Geburtsstadt Knoxville vom damaligen Bürgermeister Victor Ashe im World’s Fair Park der Appalachian Arts Fellow Award verliehen.
2015 war er der erste Empfänger des von Art in Action verliehenen Art Visionary Awards.